# Krucifix v Kolodějích
Krucifix v Kolodějích v Praze se nachází mezi ulicemi Úvozová a Bačetínská, na návrší mezi stromy naproti ohradní zdi zámku v travnatém svahu. Je chráněn jako nemovitá kulturní památka České republiky.

## Historie
Kamenný krucifix s korpusem pochází z roku 1778. Kříž je buď novější nebo byl opravován.

## Popis
Krucifix vysoký přibližně 4 metry je z jemnozrnného pískovce. Na dvou kamenných stupních je umístěn kasulově prohnutý sokl s vyrytými, dovnitř stočenými volutami a datováním rokem 1778. Na soklu, oddělen římsou, stojí čtyřboký pylon s členěnou hlavicí se čtyřmi volutami. Na vrcholu je kamenný kříž s trojlístkově ukončenými rameny, tesaným korpusem a lístkem INRI.
Přístup ke krucifixu je lemován dvouřadou alejí.